# Atentát na Harryho Trumana
Atentát na Harryho Trumana je událost z 1. listopadu 1950, kdy se dva atentátníci pokusili zabít amerického prezidenta Harryho S. Trumana. Jeho smrt měla posloužit k získání nezávislosti Portorika. Vše však skončilo smrtí jednoho strážníka a jednoho z atentátníků, zatímco Truman nebyl zraněn.

## Před atentátem
Dne 28. října 1950 se dvojice portorických nacionalistů – Oscar Collazo a Griselio Torresola – dozvěděla, že povstání za nezávislost Portorika bylo potlačeno. Oba byli z této skutečnosti zklamaní, protože byli členy Nacionalistické strany Portorika, Torresola byl navíc členem ochranky předsedy strany Pedra Albizu Campose, který byl za své aktivity zatčen. Rozhodli se okamžitě jednat, a to atentátem na prezidenta Trumana.
Dne 30. října přijeli Collazo a Torresola do Washingtonu k budově Blair House, kde americký prezident pobýval (Bílý dům toho času procházel rozsáhlou rekonstrukci). Oba si budovu prohlédli a po chvilce odjeli do hotelu Harris. V pokoji se rozhodli, že si cestu k prezidentově pokoji prostřílí. Collazo měl začít u hlavního vchodu a Torresola z druhé strany.

## Atentát

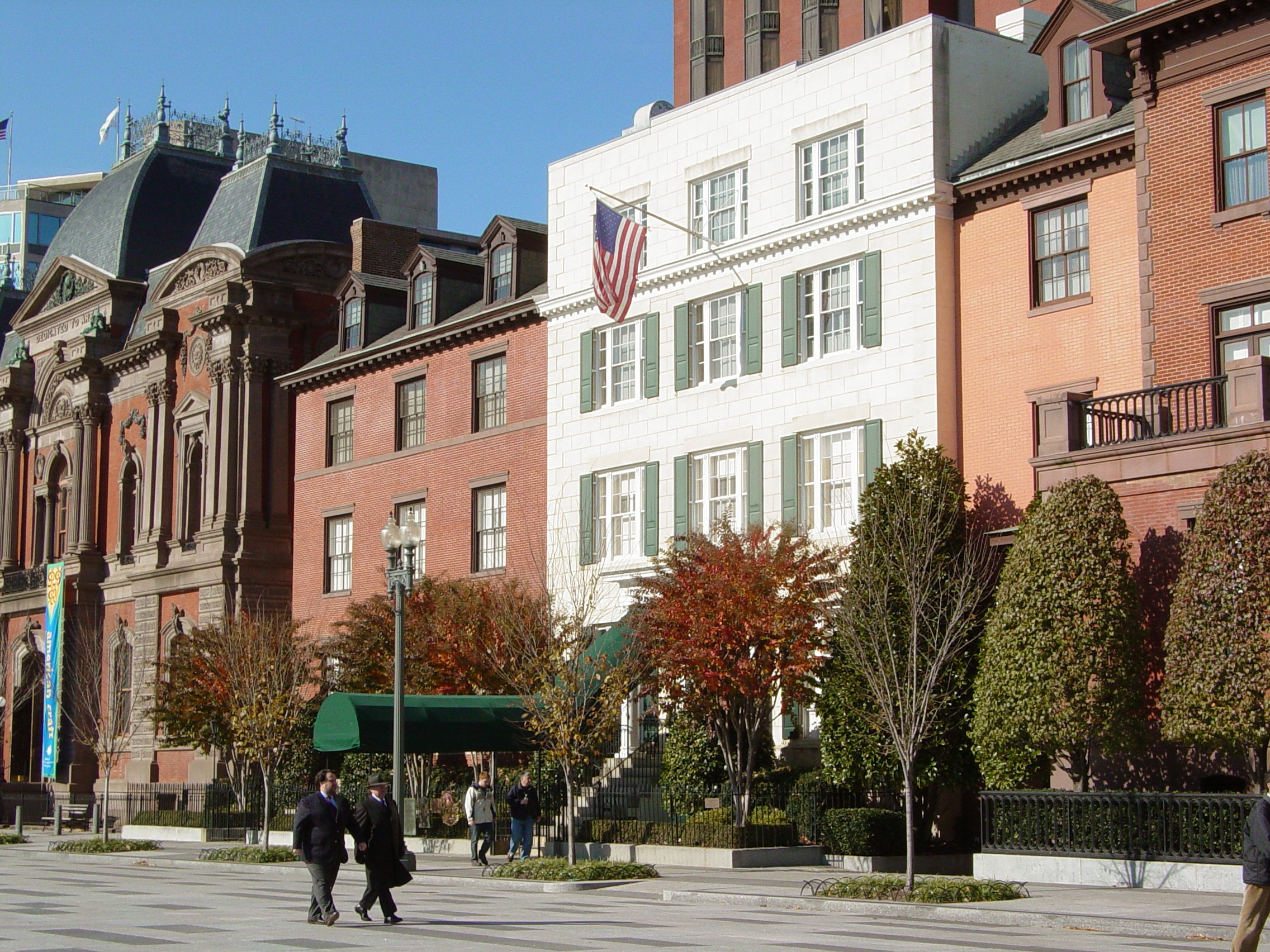
Budova Blair House

Dne 1. listopadu ve 14:30 začala akce. Collazo přišel k hlavnímu vchodu a střelil strážného do nohy. Dále se však nedostal, protože na něho začali střílet další dva strážní se samopalem.
Mezitím Torresola přišel k druhému vchodu, kde střelil strážného Leslieho Coffelta. Ten však nebyl ihned mrtvý a když Torresola přišel ke vchodu a nabíjel pistoli, Coffelt se vzchopil a střelil Torresolu zezadu do hlavy.
Collazo byl mezitím na druhém konci budovy zneškodněn střelou do hrudi, se štěstím však přežil. Celá akce trvala asi tři minuty.

## Po atentátu

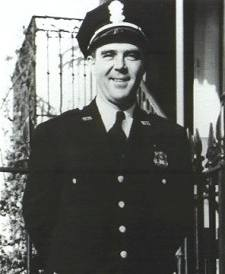
Leslie W. Coffelt

Strážný Leslie Coffelt zemřel po převozu do nemocnice. Collazo byl po vyléčení postaven před soud, kde byl odsouzen k trestu smrti. Jelikož však Collazo nikoho nezabil a do budovy se prakticky nedostal, byl jeho rozsudek změněn na doživotí.
Collazo byl propuštěn až roku 1979. Poté odjel do Portorika, kde roku 1994 zemřel. Podle svých slov proti Trumanovi nic neměl, jeho smrt měla jen posloužit k odstranění symbolu utlačujícího Portoriko.